# Jean Becquerel
Jean Becquerel (5. února 1878, Paříž – 4. července 1953, Pornichet) byl francouzský fyzik.

## Život
Jean Becquerel byl synem Henriho Becquerela. Jako jeho předkové i on studoval na École Polytechnique. V roce 1909 získal jako čtvrtý z rodiny místo profesora fyziky v pařížském přírodovědeckém muzeu (Muséum national d'histoire naturelle).
Zabýval se optickými a magnetickými vlastnostmi krystalů. Publikoval také důležité práce na téma teorie relativity.
Jean Becquerel byl v roce 1946 přijat do francouzské Akademie věd.

## Dílo
- Le principe de Relativité et la théorie de la gravitation, Paris, Gauthier-Villars, 1922
- Exposé élémentaire de la théorie d'Einstein et de sa généralisation, suivi d'un appendice à l'usage des mathématiciens, Paris, Payot, 1922
- Gravitation einsteinienne. Champ de gravitation d'une sphère matérielle, Paris, Hermann, 1923
- La radioactivité et les transformations des éléments, Paris, Payot, 1924
- Cours de physique à l'usage des élèves de l'enseignement supérieur et des ingénieurs, Band I: Thermodynamique, Paris, Hermann, 1924
- Cours de physique à l'usage des élèves de l'enseignement supérieur et des ingénieurs, Band II: Elasticité et Acoustique, Paris, Herman, 1928
- Propriétés magnétiques générales de divers composés des éléments du groupe Fer, Paris, Gauthier-Villars, 1947